# World Puzzle Championship
O World Puzzle Championship (WPC) é uma competição internacional de puzzle, que ocorre anualmente, realizada pela World Puzzle Federation (WPF). A primeira competição se realizou em  Nova Iorque em 1992. Todos os desafios da competição são projetados para serem neutros em termos de linguagem e cultura.
As equipes nacionais são escolhidas pelas filiais locais da WPF. Apenas um representante por país pode ser membro da federação. No Brasil, Coquetel, líder nacional de revistas de passatempos, é a representante oficial. Até maio de 2007, 40 países eram filiados à WPF.
Dos 16 campeonatos realizados entre 1992 e 2007, 10 foram vencidos pela equipe dos Estados Unidos (1992, 1995, 1996, 1998-2001, 2004, 2006, 2007); 3 pela República Tcheca (1993, 1994, 1997); 1 pelo Japão (2002) e 2 pela Alemanha (2003, 2005).
A edição de 2007 foi realizada no Rio de Janeiro, do dia 6 ao dia 11 de outubro, no Hotel Intercontinental, em São Conrado. Foi a primeira vez que um país da América do Sul sediou o WPC. O Brasil foi escolhido por unanimidade na Assembléia Geral da WPF (World Puzzle Federation).